# Ніклот
Ніклот (лат. Niclotus, Nucletus н.-луж. Niklot; 1090–1160) — останній самостійний князь бодричів (1129–1160), король венедів. Родоначальник династії Мекленбургів. Воював проти хрестоносців під час Вендського хрестового походу (1147). Опирався християнізації полабських слов'ян, вів боротьбу проти розширення Священної Римської імперії на схід. Також — Ніколот.

## Біографія
Про походження Ніклота точних відомостей немає. З 1130 р. до 1160 р. він очолював союз бодричів, хижан і черезпенян, будучи одночасно правителем Звірина, Кутина і Мальхова. Протягом майже 30 років він протистояв німецькій агресії, насамперед з боку Генріха Лева, і пручався прийняттю бодричами католицького християнства.
Відкритий спротив почався після того, як саксонський герцог і король Священної Римської імперії Лотар II передав землі бодричів данському герцогу Кнуду Лаварду як лен. Разом з Прибиславом I Вагрським, племінником бодрицького князя Генріха, Ніклот боровся з Лотарем II і Кнудом. Після загибелі Кнуда у 1131 р., Ніклот і Прибислав I розділили між собою землі бодричів, першому дісталася східна частина і верховенство над бодричами, хижанами і черезпенянами. У наступні роки Ніклот для зміцнення своєї позиції і ослаблення Прибислава I підтримував союзи з саксонською знаттю, насамперед з гольштейнським графом Адольфом II Шауенбургським.
У 1147 р. Ніклот розірвав цей союз, бо сакси зрадили його і узяли участь в Вендському хрестовому поході на його володіння. Спочатку Ніклот зміг відбити цю агресію і навіть перейти у контр-наступ. Однак після успішного походу на Любек і у Вагрію, військо Ніклота було зупинено саксонсько-данським військом і відкинуте до фортеці Добин на Звіриному озері. Ніклотові вдалося уникнути вирішальної поразки, оскільки Добин так і не було захоплено. Бодричі ще протягом десятиліття зберігали політичну незалежність своєї слов'янської держави Славії. Було відновлено союз з Адольфом II Шауенбургським, за допомогою якого Ніклот у 1151 році зміг придушити спрямоване проти нього повстання хижан і черезпенян.
У 1156 р. Ніклот відкрито відмовив Генріхові Леву в прийнятті християнства бодричами, включно з ним самим. Генріх також намагався використати Ніклота як інструмент своєї політики в феодальних міжусобицях в Данії, однак той, хоч і нападав на човнах на данський берег, але переслідував в першу чергу власні інтереси.
У 1160 р. Вальдемар I Великий і Генріх Лев об'єдналися для вирішального військового походу проти ще незалежних слов'янських племен у Славії. Посилені під владою Вальдемара I данці знову напали з півночі, а Генріх Лев вторгся з армією у володіння Ніклота із заходу. Сили бодричів не могли зрівнятися з об'єднаною силою противників і князь Ніклот у серпні місяці загинув у бою під-час оборони замку Верле, ставши останнім незалежним представником бодріцького племінного союзу. Таким чином, незалежна слов'янська влада над землями Мекленбургу була ліквідована аж до ріки Піни. Ще деякий час сини Ніклота Прибислав і Вартислав намагалися чинити опір окупантам. Однак після полонення і страти Вартислава у 1164 році, Прибислав був змушений визнати себе васалом саксонського герцога Генріха Лева, ставши першим герцогом Мекленбурзьким і засновником династії Ніклотинґів, яка правила в Мекленбурзі до 1918 року.